# Spathoglottis pubescens
Spathoglottis pubescens är en orkidéart som beskrevs av John Lindley. Spathoglottis pubescens ingår i släktet Spathoglottis och familjen orkidéer. Inga underarter finns listade i Catalogue of Life.

## Bildgalleri

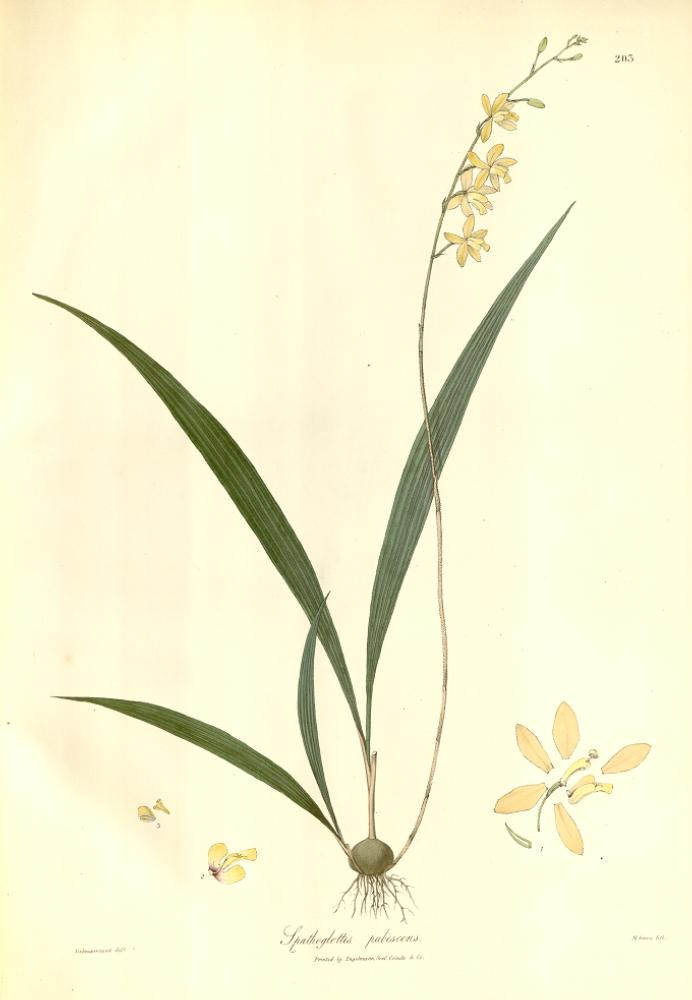